# Cavioïdeus
Els cavioïdeus (Cavioidea) són una superfamília de rosegadors del Nou Món, al qual pertanyen espècies com el capibara, els agutins, la paca de plana, el pacarana, i d'altres. Es considera monofilètica.

## Classificació
- Parvordre Caviomorpha
  - Superfamília Cavioidea
    - Guiomys †
    - Scotamys †
    - Família Caviidae - capibara, conill porquí
    - Família Cuniculidae - paca
    - Família Dasyproctidae - agutí
    - Família Dinomyidae - pacarana
    - Família Eocardiidae † - Eocardia i afins